# Solenopsis georgica
Solenopsis georgica es una especie de hormiga del género Solenopsis, subfamilia Myrmicinae.

## Distribución
Esta especie se encuentra en Guinea Ecuatorial.